# Edward Montagu-Stuart-Wortley

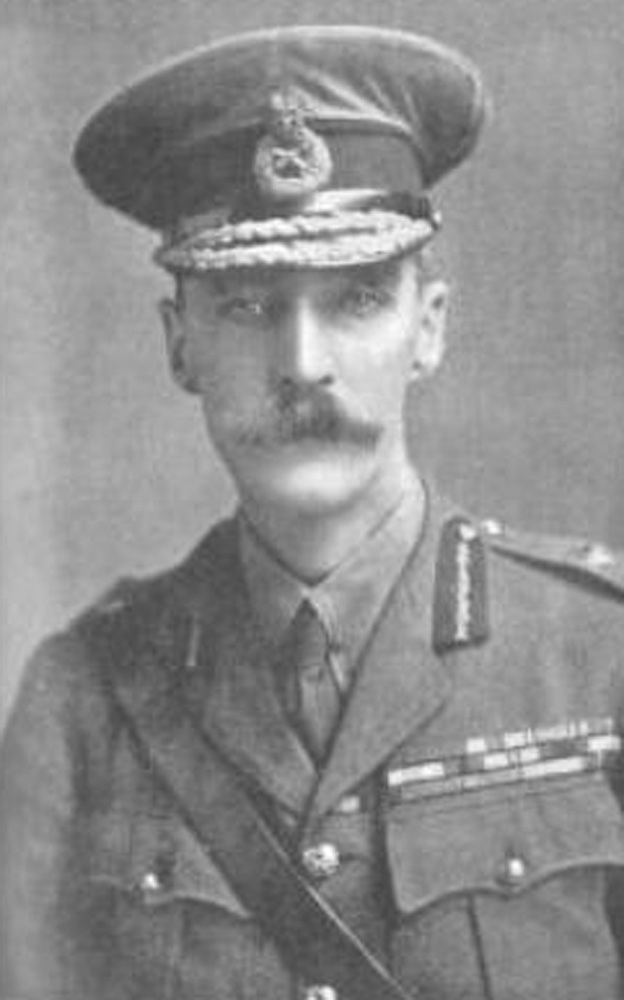
Edward Montagu-Stuart-Wortley. Fotografie um 1900

Edward James Montagu-Stuart-Wortley CB, CMG, DSO, MVO (* 31. Juli 1857 in Wortley Hall in Wortley bei Sheffield; † 19. März 1934 in Tanger) war ein britischer General. Er kämpfte gegen Ende des 19. Jahrhunderts in zahlreichen Kriegen des britischen Empires, war in die Daily-Telegraph-Affäre verwickelt und diente während des Ersten Weltkriegs als Divisionskommandeur an der Westfront.

## Herkunft und Jugend

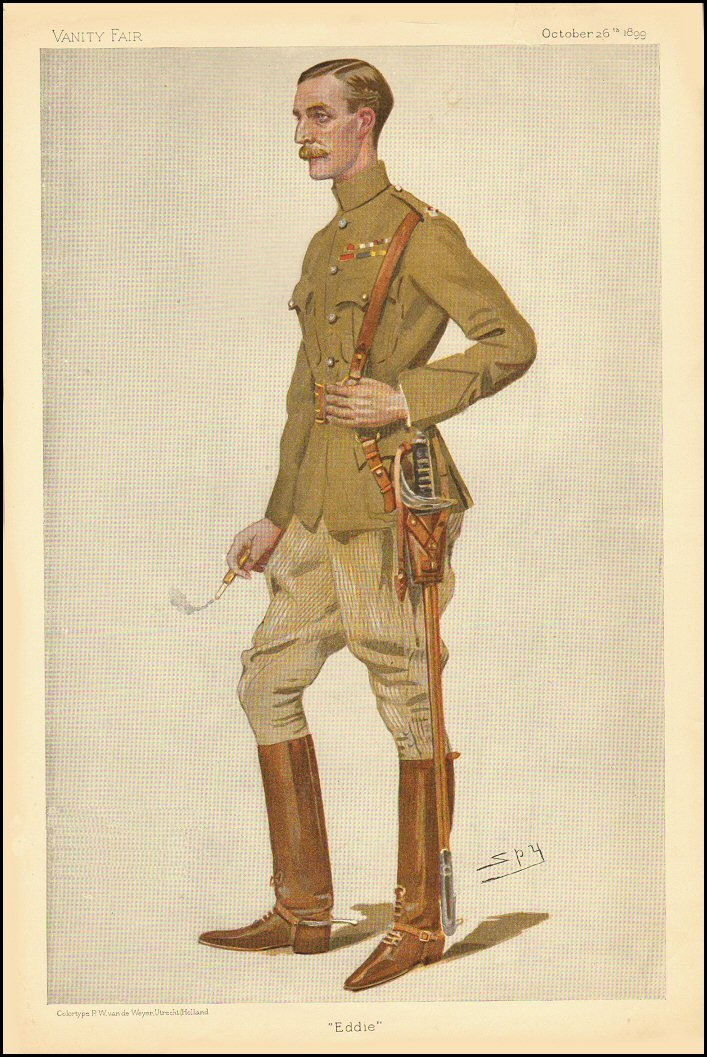
Karikatur Stuart-Wortleys von Leslie Ward in der Zeitschrift Vanity Fair, 1899

Er war der zweite Sohn des Hon. Francis Dudley Montagu-Stuart-Wortley (1829–1893), des zweiten Sohns von John Stuart-Wortley, 2. Baron Wharncliffe, aus dessen Ehe mit Elizabeth Valetta Martin († 1891), der ältesten Tochter von William Bennett Martin, Gutsherr von Worsborough Hall in Yorkshire. Sein älterer Bruder Francis beerbte 1899 seinen Onkel Edward Montagu-Granville-Stuart-Wortley, 1. Earl of Wharncliffe als 2. Earl of Wharncliffe. Edward, genannt Eddie, besuchte ab 1866 das Eton College, doch fünf Jahre später verließ er vermutlich wegen mangelnder Zahlung der Schulgebühren Eton und zog nach Moore Abbey im County Kildare, wo er von seiner Tante Mary, Ehefrau des 3. Marquess of Drogheda, erzogen wurde.

## Leben

### Militärische Karriere in Übersee
Am 8. Februar 1876 trat er in die British Army ein und wurde zunächst Sub-Lieutenant der Miliz-Reserve des County Kildare. Vermutlich durch Vermittlung seines Onkels, des 3. Marquess of Drogheda, erhielt er am 13. Oktober 1877 einen Dienstposten in der regulären Armee als Second Lieutenant des 60th Regiment of Foot (King’s Royal Rifle Corps) und wurde nach Britisch-Indien versetzt. Während des zweiten Anglo-Afghanischen Kriegs diente er 1879 in der Kurram Valley Force unter Frederick Roberts, wo er an der Eroberung von Zawa teilnahm. Er wurde am 13. März 1880 zum Lieutenant befördert und im Januar 1881 nach Ausbruch des ersten Burenkriegs nach Südafrika verlegt, wo er zur Natal Field Force gehörte. 1882 wurde er nach Ägypten versetzt und diente General Baker Creed Russell, dem Kommandeur der 1. Kavalleriebrigade, als Aide-de-camp. In dieser Funktion nahm er an der Schlacht von Tel-el-Kebir teil. Anschließend diente er kurzzeitig als Military Secretary von Valentine Baker und anschließend als Aide-de-camp von General Evelyn Wood, des neuen Sirdar der ägyptischen Armee. 1884 erhielt er sein erstes eigenes Kommando als Führer einer 500 Mann starken Beduineneinheit. Er nahm an der Gordon Relief Expedition teil, wo er in der Schlacht von Abu Klea und bei Metemmeh kämpfte, und gehörte zur Besatzung der beiden Dampfboote, die unter Colonel Charles Wilson erst zwei Tage nach dem Tod Gordons Khartum erreichten. Stuart-Wortley blieb danach im Sudan und gehörte zu der Streitmacht, die im Dezember 1885 die Armee des Mahdi in der Schlacht von Ginnis schlug.
Danach wurde er Militärattaché der Gesandtschaft von Henry Drummond Wolff in der Türkei, anschließend kehrte er als Adjutant von Francis Grenfell, des neuen Sirdars, nach Ägypten zurück. 1886 wurde er am 27. Februar erst zum Captain und dann am 1. März zum Brevet-Major befördert. In den nächsten Jahren diente er in England, wo er sich zeitweise um seinen alkoholkranken Vater kümmern musste. 1889 besuchte er das Staff College in Camberley, nach dessen Abschluss er von 1893 bis 1896 als Major auf Malta diente. 1891 hatte er von seiner entfernten Verwandten Louisa Beresford, Marchioness of Waterford, einer Tochter von Charles Stuart, 1. Baron Stuart de Rothesay, Highcliffe Castle in Dorset geerbt.
Mit der Wiederaufnahme der Kämpfe im Sudan erreichte er 1896 seine Versetzung nach Ägypten und wurde unter Colin Richard Keppel stellvertretender Kommandant einer Kanonenbootflottille. Während der Schlacht von Omdurman führte er wieder eine arabische Freischärlereinheit, die die Briten unterstützte. Für seinen Einsatz wurde er 1896 Companion des Order of St. Michael and St. George, nach der Schlacht von Omdurman wurde er Companion des Distinguished Service Order. 1899 meldete er sich freiwillig für den Einsatz im Zweiten Burenkrieg in Südafrika und diente als Adjutant des Oberbefehlshabers Redvers Buller. In Natal stellte er ein freiwilliges Krankenträgerkorps auf, mit dem er an der Schlacht von Colenso teilnahm. Im Februar 1900 kämpfte er mit einer Schützeneinheit während der Belagerung von Ladysmith und in der Schlacht von Pieters Hill. Anschließend führte er ein Bataillon des King’s Royal Rifle Corps, das gegen Guerillakämpfer im Oranjefreistaat eingesetzt wurde. Noch vor Kriegsende kehrte er im November 1901 als Brevet-Lieutenant-Colonel nach England zurück.

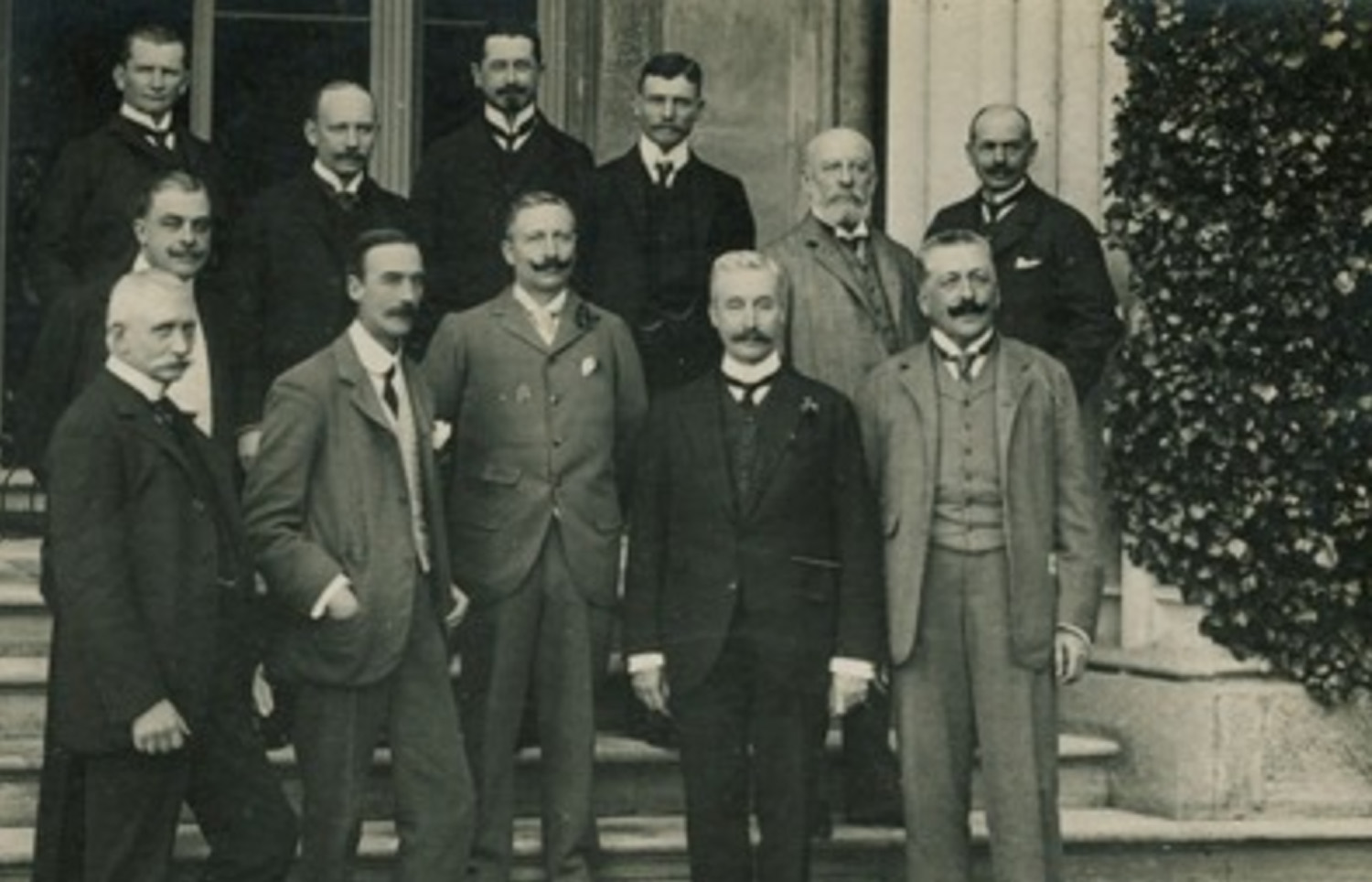
Wilhelm II. (vordere Reihe Mitte) vor Highcliffe Castle, links neben ihm Stuart-Wortley

### Verwendung in Europa und Verwicklung in die Daily-Telegraph-Affäre
Nach seiner Rückkehr nach England diente er von Ende 1901 bis Juni 1904 als Militärattaché in Paris. Nach einem Besuch von König Eduard VII. im Mai 1904 nach Abschluss der Entente cordiale wurde Stuart-Wortley als Member des Royal Victorian Order ausgezeichnet. Er wurde nach seiner Rückkehr nach England zum Colonel befördert und wurde 1906 Offizier der Ehrenlegion, erhielt aber bis 1908 nur Halbsold. Aufgrund seiner angespannten Finanzlage musste er deshalb Highcliffe Castle vermieten. Zu seinen Gästen gehörten der spanische König Alfons XIII., die Opernsängerin Nellie Melba und im November 1907 der deutsche Kaiser Wilhelm II. Nach einem einwöchigen Staatsbesuch in Großbritannien wollte sich der Kaiser in einem dreiwöchigen Urlaub an der südenglischen Küste erholen. Stuart-Wortley war von der Vorliebe des Kaisers für die englische Lebensart beeindruckt. Als Dank für seine Gastfreundschaft lud der Kaiser Stuart-Wortley zum Kaisermanöver im Elsass im September 1908 ein und verlieh ihm den Roten Adlerorden II. Klasse. Während des Kaisermanövers unterhielt sich Wilhelm II. erneut mit Stuart-Wortley. Vermutlich um die wegen der Flottenrivalität angespannten deutsch-britischen Beziehungen zu verbessern, berichtete Stuart-Wortley in Absprache mit Baron Burnham, dem Herausgeber des Daily Telegraph, dem Journalisten J. B. Firth von dem Inhalt der Gespräche mit dem Kaiser während dessen Urlaubs in Highcliffe. Daraus entstand ein fiktives Interview mit dem deutschen Kaiser, das Stuart-Wortley am 23. September 1908 mit der Bitte um Freigabe an die deutsche Reichsregierung schickte. Das Manuskript wurde von der Reichsregierung nur oberflächlich geprüft und dann am 28. Oktober 1908 im Daily Telegraph veröffentlicht, was zur Daily-Telegraph-Affäre führte.
Stuart-Wortley wurde 1907 als Companion des Order of the Bath ausgezeichnet und im April 1908 Kommandeur der in Shorncliffe in Kent stationierten 10th Infantry Brigade. Ab 1912 erhielt er erneut nur Halbsold, wurde jedoch 1913 zum Major-General befördert.

### Einsatz während des Ersten Weltkriegs

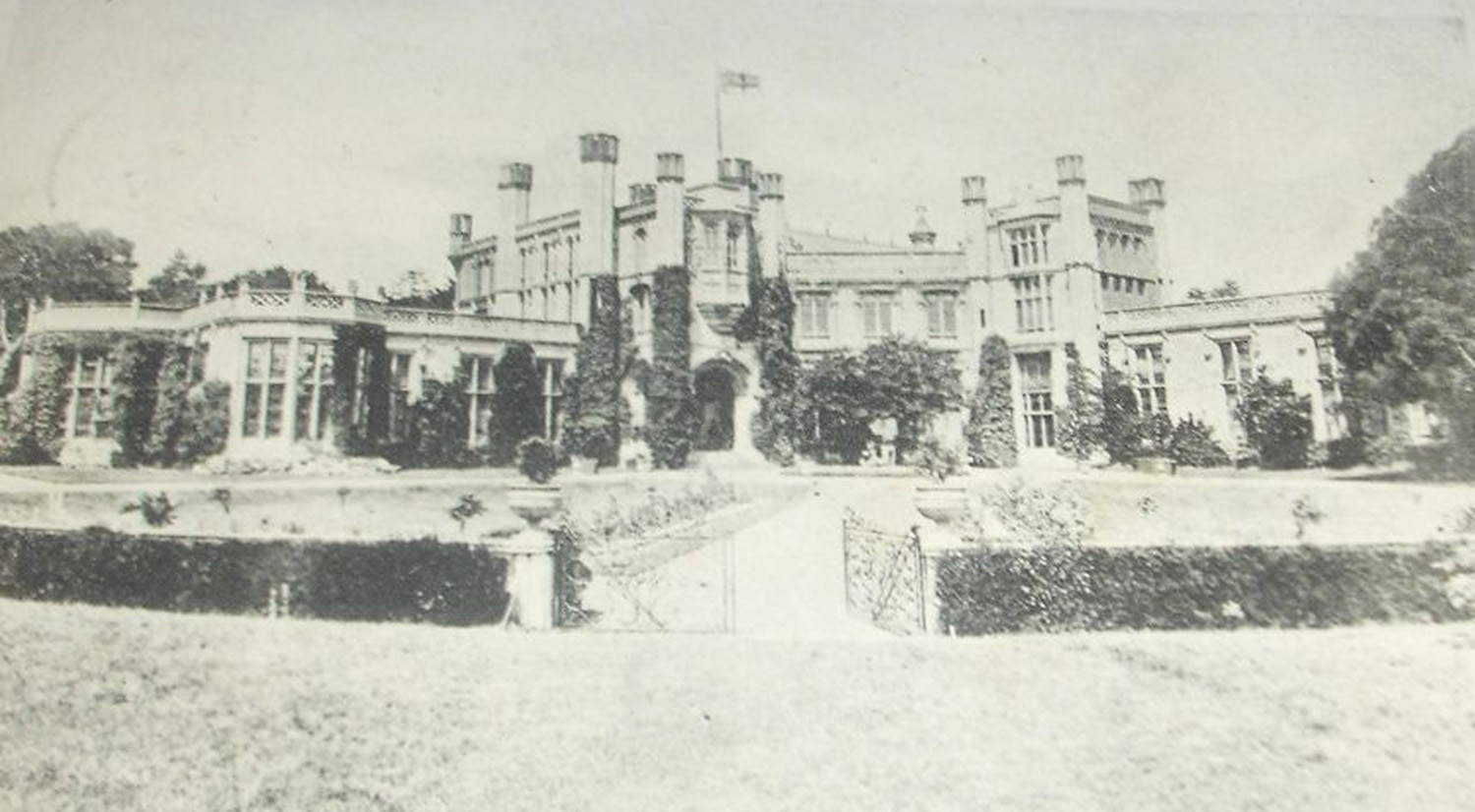
Highcliff Castle, das Schloss Stuart-Wortleys in Südengland. Fotografie um 1900

Mit Beginn des Ersten Weltkriegs wurde Stuart-Wortley Kommandeur der 46th (North Midland) Division der Territorial Forces, die als erste Division der Territorial Forces vollständig an die Westfront nach Frankreich verlegt wurde. König Georg V. bat Stuart-Wortley um regelmäßige Berichte über ihre Erfolge. Stuart-Wortley schickte mit Billigung der Generäle John French und Horace Smith-Dorrien regelmäßig Briefe an den König, bis seine Division während der Schlacht von Loos im Oktober 1915 die Hohenzollern-Redoute und die Fosse 8 angreifen sollte. Trotz Stuart-Wortleys Bedenken hielt Douglas Haig, der Oberbefehlshaber der 1. britischen Armee, an den Angriffsplänen fest, die schließlich bei der 46th Division zu hohen Verlusten von über 4000 Mann führten. Obwohl Stuart-Wortley die schweren Verluste in seinen Briefen nicht erwähnte und kurz darauf seine Berichte an den König ganz einstellte, war er in den Augen Haigs fortan gebrandmarkt. 1916 wurde die Division der 3. Armee unterstellt und erlitt zu Beginn der Sommeschlacht am 1. Juli bei dem vergeblichen Angriff auf Gommecourt erneut hohe Verluste. Bereits am 4. Juli setzte der Oberbefehlshaber der 3. Armee, Allenby einen Untersuchungsausschuss zu Stuart-Wortleys Führung ein. Der Ausschuss stellte bei seinen Truppen mangelnden Angriffsgeist fest, und als einziger General wurde er für die hohen Verluste während der Sommeschlacht verantwortlich gemacht und seines Kommandos enthoben. Er wurde als Kommandeur der 65th Division nach Irland versetzt, bis er im März 1918 sein Kommando niederlegte. Danach erhielt er kein weiteres Kommando und nahm im Juli 1919 seinen Abschied.

### Ruhestand
Als Ruheständler betrieb Stuart-Wortley noch viel Sport und reiste viel. Durch Briefe an Winston Churchill, David Lloyd George und weitere Personen versuchte er sich zu rechtfertigen. Seine ehemaligen Untergebenen stellten ihn als schwachen Divisionskommandeur dar, doch vor allem diente er zeitlebens als Sündenbock für die hohen Verluste während der Sommeschlacht, die Haig, Allenby und andere Kommandeure zu verantworten hatten. Seine Karriere in der British Army, die während der abenteuerlichen Kolonialkriege in der Spätphase des 19. Jahrhunderts so glänzend verlaufen war und in der er als Held gefeiert wurde, endete in der reformierten britischen Armee des Ersten Weltkriegs enttäuschend.

## Familie und Nachkommen
Stuart-Wortley heiratete am 5. Februar 1891 Violet Hunter Guthrie, eine Tochter von Alexander Guthrie und Elinor Stirling. Er hatte mit ihr drei Kinder:
1. Nicholas Rothesay Stuart-Wortley (1892–1926) ⚭ Marie Louise Edwardes;
2. Louise Violet Beatrice Montagu-Stuart-Wortley (1893–1970) ⚭ Sir Percy Lytham Loraine, 12. Baronet;
3. Elizabeth Valetta Montagu-Stuart-Wortley (1896–1978), ⚭ (1) Alastair Grant, ⚭ (2) Montagu Towneley-Bertie, 8. Earl of Abingdon, 13. Earl of Lindsey.